# Allanche
Allanche är en kommun i departementet Cantal i regionen Auvergne-Rhône-Alpes i mitten av Frankrike. Kommunen ligger  i kantonen Allanche som ligger i arrondissementet Saint-Flour. År 2022 hade Allanche 783 invånare.

## Befolkningsutveckling
Antalet invånare i kommunen Allanche
Referens:INSEE